# Jogos Paralímpicos de Inverno de 2022
Os Jogos Paralímpicos de Inverno de 2022 (chinês: 第二十四届冬季奥林匹克运动会第十三届冬季残疾人奥林匹克运动会), oficialmente conhecidos como os XIII Jogos Paraolímpicos de Inverno de 2022, foram um evento poliesportivo para atletas portadores de deficiência, que possui como sede principal, Pequim, capital da China, juntamente com a cidade de Zhangjiakou, na província vizinha de Hebei. O evento foi realizado de 4 a 13 de março de 2022. Esta foi a primeira vez que os Jogos Paraolímpicos de Inverno foram realizados em solo chinês. Pequim foi escolhida como sede na 128ª Sessão do COI em Kuala Lumpur, Malásia, e é a terceira cidade da Ásia a sediar o evento, sendo que as duas primeiras foram em Nagano, no Japão e Pyeongchang, na Coreia do Sul. Também é a primeira vez que uma capital de país realiza o evento.
Como a cidade sediou os Jogos Paraolímpicos de Verão de 2008, Pequim é a primeira cidade na história a sediar tanto uma edição dos Jogos de Verão e os Jogos Paralímpicos de Inverno; existem planos de se reutilizarse muitos locais de competição que foram usados nos Jogos de 2008 e também novamente o Estádio Nacional de Pequim como local das cerimônias. Essa é a última edição das três edições consecutivas dos Jogos Paralímpicos no Extremo Oriente, seguindo os Jogos Paralímpicos de Inverno de 2018 em Pyeongchang e os Jogos Paralímpicos de Verão de 2020, em Tóquio, no Japão.

## Processo de Candidatura
O processo de candidatura para os Jogos Olímpicos de Inverno de 2022 foi aberto pelo Comitê Olímpico Internacional em Outubro de 2012, com a data limite de de 14 de novembro de 2013. O quadro executivo da entidade recebeu todas as propostas em 14 de julho de 2014, e escolheu Oslo (Noruega), Almaty (Cazaquistão), e Pequim (China) como as cidades candidatas. Oslo retirou sua candidatura em outubro, deixando Pequim e Almaty como candidatas restantes.
Pequim foi escolhida por maioria simples (44 a 40) e acabou derrotando Almaty, em 31 de julho de 2015 na 128ª Sessão do COI em Kuala Lumpur, capital da Malásia.

### Resultados da Votação
Para uma cidade ser eleita, se precisava da maioria simples dos votos (43). Pequim acabou ganhando por 4 votos. A mesma diferença aconteceu em 2007, quando Sóchi foi escolhida sede dos Jogos Olímpicos de Inverno de 2014 em cima de Pyeongchang pelo placar de 51 a 47.
| Pequim | China       | 44 |
| Almaty | Cazaquistão | 40 |

## Locais de Competição

Localização dos Locais de Competição em Pequim

O Comitê de Candidatura de Pequim 2022 revelou seus planos relacionados aos Jogos: os dois eventos de gelo e as cerimônias seriam realizados no Olympic Green, que foi especificamente construído para os Jogos Olímpicos de Verão de 2008. As do esqui alpino serão realizadas nas montanhas de Xiaohaituo, localizados no Distrito de Yanqing, estando a 90 km do centro da cidade, usando neve artificial, devido a raridade da mesma na região. As provas de esqui cross-country e biatlo serão realizadas na Área de Taizicheng, localizada no Distrito de Chongli, na cidade de Zhangjiakou, na província vizinha de Hebei, estando a 220 km do centro de Pequim e a 130 km da Área de Xiaohaituo.

### Cluster de Pequim
Olympic Green
No Olympic Green estão os seguintes locais de competição:
- Centro Aquático Nacional de Pequim – curling em cadeira de rodas
- Estádio Nacional Indoor de Pequim –  hóquei sobre o trenó
- Estádio Nacional de Pequim – Cerimônias de Abertura e Encerramento
- Centro de Convenções do Olympic Green - MBC/IBC
- Nova Vila Olímpica de Pequim

### Cluster de Yanqing
- Área de Esqui Alpino de Xiaohaituo – esqui alpino
- IBC/MMC de Yanqing
- Vila Olímpica Secundária de Yanqing

### Cluster de Zhangjiakou

#### Chongli
A cidade de Chongli em Zhangjiakou, na província de Hebei, sediará a maioria dos eventos dos Jogos Olímpicos de Inverno de 2022. O resort teve um lucro de mais de ¥1,54 bilhões (US$ 237,77 milhões) em atividades relacionadas ao turismo durante a temporada de inverno de 2016-2016. Totalizando um crescimento de 31.6% em relação a temporada anterior. Em 2016, foi anunciado que Chongli recebeu 2,1 milhões de turistas, um aumento de 30% em relação à temporada anterior, o que refletiu o aumento do interesse pelo esqui na China depois que Pequim foi anunciada como sede do evento. A temporada de neve no resort dura em média 5 meses, começando em novembro.
A cidade de Chongli já sediou 36 competições e atividades desportivas de inverno como a Copa do Extremo Oriente e o Festival Internacional de Esqui Infantil. Um total de 23 campos de esqui também foram criados, atraindo a participação de 3.800 jovens. Toda a construção dos locais começou em novembro de 2016 e foi concluída até o final de 2020, para permitir que a cidade realize eventos de teste.
- Centro de Esqui Nórdico de Kuyangshu – esqui cross-country
- Resort de Hualindong  – biatlo
- Genting Snow Park – snowboarding
- Hotel de Genting  – IBC/MBC
- Vila Olímpica de Zhangjiakou

## Esportes
No dia 29 de janeiro de 2019, o Comitê Paralímpico Internacional divulgou o programa proposto para Jogos Paralímpicos de Inverno de 2022, composto de 78 eventos a serem disputados em 6 desportos paralímpicos. Este programa é praticamente o mesmo disputado 4 anos antes e se esperava a equiparação do número de eventos disputados para homens e mulheres; com a adição de 2 eventos a mais no para-snowboarding feminino. De acordo com esta proposta, esta seria a primeira vez na história dos Jogos Paralímpicos (tanto de Verão quanto de Inverno) em que o número de eventos seria igual para homens e mulheres (39 para cada modalidade), além de 4 eventos mistos. Nesse mesmo anuncio, o IPC também anunciou que o programa feminino do para-snowboarding estava organizado de forma provisória e que, havendo a necessidade, algum evento poderia ser excluído. Seis meses mais tarde, durante uma reunião dos Quadros Técnicos e Executivos da entidade, realizada em Roma, na Itália, o programa foi ratificado e dos 6 eventos femininos propostos no para-snowboard, apenas 2 poderiam ser realizados, por estarem dentro dos critérios exigidos (com esta decisão, dois eventos que foram disputados em 2018 também foram excluídos, enquanto 2 propostos foram rejeitados)
- Biatlo  (12)
- Curling em cadeira de rodas  (1)
- Esqui alpino  (30)
- Esqui cross-country  (20)
- Hóquei sobre trenó  (1)
- Snowboard  (8)

## Calendário
| ● | Cerimônia de Abertura | ● | Competições | ● | Finais | ● | Cerimônia de Encerramento |

| Маrço                       | Маrço                       | 4 | 5  | 6 | 7 | 8  | 9 | 10 | 11 | 12 | 13 | Меdalhas |
| --------------------------- | --------------------------- | - | -- | - | - | -- | - | -- | -- | -- | -- | -------- |
| Cerimônias                  | Cerimônias                  | ● |    |   |   |    |   |    |    |    | ●  |          |
| Biatlo                      | Biatlo                      |   | 6  |   |   | 6  |   |    | 6  |    |    | 18       |
| Curling em cadeira de rodas | Curling em cadeira de rodas |   |    |   |   |    |   |    |    | 1  |    | 1        |
| Esqui alpino                | Esqui alpino                |   | 6  | 6 |   | 6  |   | 3  | 3  | 3  | 3  | 30       |
| Esqui cross-country         | Esqui cross-country         |   |    | 2 | 4 |    | 6 |    |    | 6  | 2  | 20       |
| Hóquei sobre trenó          | Hóquei sobre trenó          |   |    |   |   |    |   |    |    |    | 1  | 1        |
| Snowboard                   | Snowboard                   |   |    |   | 4 |    |   |    |    | 4  |    | 8        |
| Меdalhas                    | Меdalhas                    |   | 12 | 8 | 8 | 12 | 6 | 3  | 9  | 14 | 6  | 78       |
| Маrço                       | Маrço                       | 4 | 5  | 6 | 7 | 8  | 9 | 10 | 11 | 12 | 13 |          |

## Comitês Paralímpicos Nacionais Participantes
No total, 46 Comitês Paralímpicos Nacionais têm atletas qualificados. Azerbaijão, Israel e Porto Rico farão sua estreia nos Jogos Paralímpicos de Inverno, enquanto Liechtenstein, Estônia e Letônia estão retornando pela primeira vez desde Lillehammer 1994, Salt Lake 2002 e Turim 2006, respetivamente. Juntamente com os Comitês Paralímpicos da Bielorrússia e da Rússia, outros sete Comitês Paralímpicos Nacionais que participaram de Pyeongchang 2018 também não enviaram suas delegações a Pequim: Armênia, Bulgária, Coreia do Norte, Sérvia, Tajiquistão, Turquia e Uzbequistão. Espera-se um novo recorde de 138 atletas do sexo feminino, cinco a mais do que as 133 atletas do sexo feminino em 2018.
Em 24 de fevereiro de 2022, primeiro dia da invasão russa da Ucrânia, o Comitê Olímpico Internacional condenou a violação da Trégua Olímpica (que vai do início das Olimpíadas até o fim das Paraolimpíadas) pela Rússia. O presidente do IPC, Andrew Parsons, afirmou que levar a equipe ucraniana a Pequim seria um "desafio gigantesco". este último devido ao apoio do país à agressão da Rússia, e funcionários do Comitê Olímpico da Bielorrússia terem sido acusados de discriminação política contra atletas bielorrussos. A bandeira russa já foi proibida de eventos esportivos internacionais até dezembro de 2022 devido a sanções da Agência Mundial Antidoping (WADA), e seus atletas teriam participado originalmente sob o nome de "RPC" (Comitê Paralímpico Russo).
Em 28 de fevereiro de 2022, o Conselho Executivo do COI pediu ainda que os atletas russos e bielorrussos não pudessem participar de nenhum evento esportivo internacional. Em 2 de março de 2022, o IPC declarou que os atletas russos e bielorrussos poderiam participar de forma independente sob a bandeira paralímpica, com seus resultados não contando na classificação de medalhas. Como resultado das críticas de vários Comitês Paralímpicos Nacionais, que ameaçaram boicotar os Jogos, o IPC anunciou em 3 de março de 2022 que reverteria sua decisão anterior, proibindo atletas russos e bielorrussos de competir nos Jogos Paralímpicos de Inverno de 2022. Em resposta, o secretário de imprensa de Vladimir Putin, Dmitry Peskov, condenou o IPC pela decisão.
| Comitês Paralímpicos Nacionais Participantes |
| --- |
| - GER Alemanha (18) - AND Andorra (1) - ARG Argentina (2) - AUS Austrália (7) - AUT Áustria (16) - AZE Azerbaijão (1) - BEL Bélgica (2) - BIH Bósnia e Herzegovina (2) - BRA Brasil (6) - CAN Canadá (45) - KAZ Cazaquistão (5) - CHI Chile (4) - CHN China (96) (sede) - KOR Coreia do Sul (32) - CRO Croácia (4) - DEN Dinamarca (1) - SVK Eslováquia (28) - SLO Eslovênia (1) - EST Estônia (5) - ESP Espanha (2) - USA Estados Unidos (65) - FIN Finlândia (6) - FRA França (15) - GEO Geórgia (1) - GBR Grã-Bretanha (21) - GRE Grécia (2) - HUN Hungria (1) - ISL Islândia (1) - IRI Irã (4) - ISR Israel (1) - ITA Itália (29) - JPN Japão (29) - LAT Letônia (5) - LIE Liechtenstein (1) - MEX México (1) - MGL Mongólia (2) - NZL Nova Zelândia (3) - NOR Noruega (13) - NED Países Baixos (8) - POL Polônia (11) - PRI Porto Rico (1) - CZE República Checa (21) - ROU Romênia (2) - SWE Suécia (10) - SUI Suíça (12) - UKR Ucrânia (20) |

## Quadro de medalhas
Para ver o quadro completo, veja Quadro de medalhas dos Jogos Paralímpicos de Inverno de 2022.
     País sede destacado.
| Ordem | País               | Medalha de ouro | Medalha de prata | Medalha de bronze |    |
| ----- | ------------------ | --------------- | ---------------- | ----------------- | -- |
| 1     | CHN China          | 18              | 20               | 23                | 61 |
| 2     | UKR Ucrânia        | 11              | 10               | 8                 | 29 |
| 3     | CAN Canadá         | 8               | 6                | 11                | 25 |
| 4     | FRA França         | 7               | 3                | 2                 | 12 |
| 5     | USA Estados Unidos | 6               | 11               | 3                 | 20 |
| 6     | AUT Áustria        | 5               | 5                | 3                 | 13 |
| 7     | GER Alemanha       | 4               | 8                | 7                 | 19 |
| 8     | NOR Noruega        | 4               | 2                | 1                 | 7  |
| 9     | JPN Japão          | 4               | 1                | 2                 | 7  |
| 10    | SVK Eslováquia     | 3               |                  | 3                 | 6  |

## Marketing e marca
Logotipo
O emblema dos Jogos Paralímpicos de Inverno de 2022, "Voando alto" ("飞得很高"), foi revelado ao lado de seu equivalente olímpico em 15 de dezembro de 2017 no Centro Aquático Nacional de Pequim. Desenhado por Lin Cunzhen, é uma fita multicolorida que se assemelha ao caractere chinês para "voar" (飞"), e foi projetada para simbolizar "um atleta em cadeira de rodas correndo em direção à linha de chegada e à vitória". Eles são os primeiros Jogos Paralímpicos a usar uma versão atualizada do emblema "agitos" em caráter oficial.
Mascotes
O mascote "Shuey Rhon Rhon" (chinês: 雪容融; pinyin: Xuě Róng Róng) foi revelado em 17 de setembro de 2019 na Shougang Ice Hockey Arena e foi projetado por Jiang Yufan. O mascote é projetado com lanternas como protótipo. Lanternas representam colheita, celebração, calor e luz. A forma de desejo no topo simboliza felicidade auspiciosa; o padrão contínuo da pomba da paz e do Templo do Céu simboliza a amizade pacífica e destaca as características do local onde o local é realizado; o padrão decorativo incorpora a arte tradicional chinesa de corte de papel; a neve no rosto representa o significado de "uma queda de neve sazonal promete um ano frutífero" (chinês: 瑞雪兆丰年; pinyin: Ruìxuě zhào fēngnián). Também reflete o design antropomórfico e destaca a fofura do mascote.

## Transporte
A  Ferrovia Beijing–Baotou ganhou uma nova linha que liga Pequim diretamente para Zhangjiakou, começando da Estação Ferroviária de Beijingbei, e terminando na Estação Ferroviária do Sul de Zhangjiakou. Espera-se que a velocidade máxima da ferrovia chegue a 350 km/h, e que a viagem de Pequim para Zhangjiakou demore 50 minutos.
A expansão do Metropolitano de Pequim irá continuar. Estima-se que o projeto esteja completo em 2021 com as 24 linhas planejadas em pleno funcionamento, juntamente com várias estações expandidas e reformadas. As linhas expressas e várias rodovias em volta da cidade devem ser expandidas e recapeadas.
Além disso, o segundo aeroporto internacional de Pequim, inicialmente nomeado de Aeroporto Internacional de Pequim Daxing, que deverá ser aberto em 2019 também estará em pleno funcionamento, já que em 2012, o Aeroporto Internacional de Pequim atingiu o máximo de sua capacidade.